# Воскресенский район (Московская область)
Воскресе́нский райо́н — упразднённые административно-территориальная единица (район) и муниципальное образование (муниципальный район) в Московской области Российской Федерации.
4 мая 2019 года Воскресенский муниципальный район был упразднён, а все входившие в него городские и сельские поселения объединены в новое единое муниципальное образование — городской округ Воскресенск.
28 июня 2019 года Воскресенский район как административно-территориальная единица области был упразднён, а вместо него образована новая административно-территориальная единица  — город областного подчинения Воскресенск с административной территорией.
Административный центр — город Воскресенск.

## Физико-географическое положение

### География

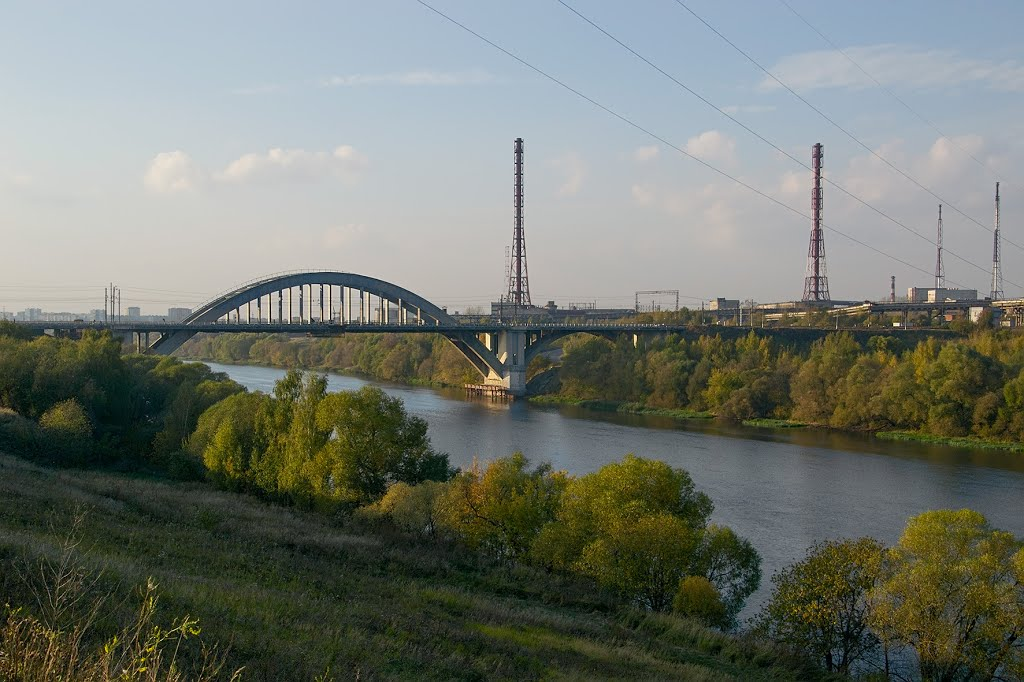
Мост через реку в Воскресенском районе

Городской округ расположен в 60—100 км к юго-востоку от Москвы и граничит на западе и северо-западе с Раменским городским округом, на северо-востоке с Орехово-Зуевским городским округом, на востоке с городским округом Егорьевском, на юге с городским округом Коломной и на юге-западе с городским округом Ступино Московской области. Общая протяжённость границы с другими городскими округами свыше 100 км.
Площадь составляет 812,48 км², из них под сельскохозяйственные угодья выделено — 285 км², а лесные — 280 км².
По территории Воскресенского городского округа протекает несколько больших и малых рек, относящихся к бассейну реки Москвы. Москва-река делит территорию района на две части — левобережную (Мещерская низменность) и правобережную (Москворецко-Окская равнина), имеет правым притоком реку Отра и левыми притоками реки Нерскую, Медведку и Семиславку. Густота речной сети равна 0,21 км². Озёрность территории составляет 0,4 %. Общая площадь водного зеркала разного происхождения равна 3,4 кв.км. Наиболее крупные озёра района — Срамное, Круглое, Белое, Лебединое. Заболоченность территории составляет 2,2 %. Общая площадь болот 1,74 тыс. га. Наивысшая точка района — 128 м — расположена на границе с Егорьевским районом.

### Климат
Территория городского округа расположена в поясе умеренно континентального климата, типичного для южной группы районов Московской области. Сезонность проявляется достаточно чётко. Средняя температура января −10 °C, а июля +18 °C. Среднегодовая температура воздуха положительная (+4 °C). Среднегодовое количество осадков — 500 мм. Годовой баланс влаги — положительный.

## Символика

### Герб

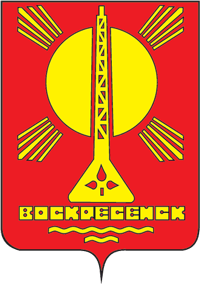
Герб Воскресенского района 1987—2004

Герб Воскресенского района утверждён решением Совета депутатов Воскресенского района 24 декабря 2004 года. Герб внесён в Государственный геральдический регистр Российской Федерации под № 1768. Описание:
В пурпуре золотой тарч, увенчанный таковой же княжеской шапкой.
Прежний герб Воскресенского района был утвержден исполнительным комитетом городского Совета народных депутатов 18 декабря 1987 года. Описание:
В красном щите изображены золотое солнце с лучами, колба, переходящая вверху в мачту.

### Флаг
Флаг Воскресенского района утверждён решением Совета депутатов Воскресенского района 24 декабря 2004 года. Флаг внесён в Государственный геральдический регистр Российской Федерации под № 1769. Описание: «Флаг Воскресенского района представляет собой прямоугольное пурпурное полотнище с отношением ширины к длине 2:3, несущее посередине изображение фигуры герба: жёлтого тарча, увенчанного таковой же княжеской шапкой».

## История
Первые письменные упоминания о землях современного Воскресенского района восходят к 1339 году и встречаются в духовной грамоте великого князя Московского Ивана Калиты. В Писцовой книге Усмерского стана Коломенского уезда, датированной 1577-78 годами, впервые встречаются письменные упоминания о многих сёлах, деревнях и других населённых пунктах современного Воскресенского района. Относится это в том числе и к селу Воскресенское, которое в 1862 году дало название железнодорожной станции Московской-Рязанской железной дороги. Вскоре рядом со станцией возник посёлок с тем же названием — Воскресенск.
Воскресенский район был образован 12 июля 1929 года в составе Коломенского округа Московской области. В район вошли следующие сельсоветы бывшей Московской губернии:
- из Бронницкого уезда:
  - из Усмерской волости: Берендинский, Кладьковский, Климовский, Луневский, Осташовский, Хорловский
  - из Спасской волости: Городищенский, Гостиловский, Константиновский, Новлянский, Петровский, Хлопковский, Чемодуровский
  - из Чаплыженской волости: Свистягинский, Степанщинский, Чаплыгинский
- из Коломенского уезда
  - из Колыберевской волости: Воскресенский, Ёлкинский, Кривякинский, Лопатинский, Новочеркасский, Садковский, Федотовский, Шильковский
  - из Мячковской волости: Ачкасовский, Ратчинский, Ратмирский, Сабуровский, Санинский
  - из Непецинской волости: Карповский.

20 мая 1930 года из Ашитковского района в Воскресенский были переданы Глиньковский, Косяковский и Марчуговский с/с. Из Воскресенского района в Ашитковский был передан Берендинский с/с, а в Коломенский — Санинский с/с. 25 декабря из Коломенского района в Воскресенский был передан Колыберовский с/с.
7 января 1934 года был образован рабочий посёлок Воскресенский. Упразднены Кривякинский и Федотовский с/с. 22 марта был образован р.п. Колыберово, а Колыберовский с/с упразднён.
27 декабря 1937 года был образован р.п. Хорлово. Упразднены Садковский и Хорловский с/с.
11 июля 1938 года р.п. Воскресенский был преобразован в город Воскресенск.
17 июля 1939 года были упразднены Ратчинский, Глиньковский, Городищенский, Луневский, Новочеркасский, Новлянский, Сабуровский, Свистягинский, Хлопковский, Чаплыгинский и Шильковский с/с.
31 октября 1953 года р.п. Колыберово был включён в черту города Воскресенска.
Указом Президиума Верховного совета РСФСР от 15 апреля 1954 года и Решением Мособлисполкома от 9 июля 1954 года город Воскресенск отнесен к категории городов областного подчинения.
14 июня 1954 года Ачкасовский и Ратмирский с/с были объединены в Ратчинский с/с. Упразднены Воскресенский, Карповский, Кладьковский, Климовский, Константиновский, Косяковский и Петровский с/с. Чемодуровский с/с переименован в Маришкинский.
7 декабря 1957 года в Воскресенский район из упразднённого Виноградовского района были переданы р.п. имени Цюрупы и сельсоветы Ашитковский, Барановский, Бессоновский, Виноградовский, Дворниковский, Конобеевский, Левычинский, Леоновский, Михалевский, Фаустовский и Юровский.
27 августа 1958 года был упразднён Фаустовский с/с, а Дворниковский и Левычинский с/с объединены в Знаменский с/с. Осташевский с/с был переименован в Кладьковский.
1 февраля 1963 года Воскресенский район был упразднён. Входившие в его состав города и посёлки были переданы в подчинение городу Воскресенску, а сельсоветы — в Люберецкий укрупнённый сельский район.
13 января 1965 года Воскресенский район был восстановлен. В его состав вошли р.п. имени Цюрупы, Лопатинский, Фосфоритный и Хорлово; сельсоветы Ашитковский, Барановский, Бессоновский, Виноградовский, Гостиловский, Елкинский, Знаменский, Кладьковский, Конобеевский, Леоновский, Маришкинский, Марчуговский, Михалевский, Ратчинский и Степанщинский.
27 декабря 1968 года был образован р.п. Белоозёрский.
28 января 1977 года были упразднены Бессоновский, Знаменский и Леоновский с/с. Маришкинский с/с переименован в Чемодуровский.
2 октября 1979 года был упразднён Кладьковский с/с.
3 февраля 1994 года сельсоветы были преобразованы в сельские округа.
1 февраля 2001 года Законом Московской области от 17 января 2001 года № 12/2001-ОЗ город Воскресенск утратил статус города областного подчинения.
5 мая 2004 года р.п. Фосфоритный был включён в черту р.п. Хорлово, а р.п. Лопатинский — в черту города Воскресенска.
4 мая 2019 года Воскресенский муниципальный район был упразднён, а все входившие в него городские и сельские поселения объединены в новое единое муниципальное образование — городской округ Воскресенск.
28 июня 2019 года Воскресенский район как административно-территориальная единица области был упразднён, а вместо него образована новая административно-территориальная единица  — город областного подчинения Воскресенск с административной территорией.

## Население
| 1931     | 1939     | 1959     | 1970     | 1979     | 1989     | 2002     |
| -------- | -------- | -------- | -------- | -------- | -------- | -------- |
| 27 300   | ↗58 406  | ↗67 437  | ↗74 082  | ↗74 929  | ↗77 573  | ↗152 761 |
| 2006     | 2009     | 2010     | 2011     | 2012     | 2013     | 2014     |
| ↗152 772 | ↘152 203 | ↗153 600 | ↗154 125 | →154 125 | ↗154 393 | ↗154 973 |
| 2015     | 2016     | 2017     | 2018     | 2019     |          |          |
| ↗155 109 | ↗155 436 | ↘155 251 | ↘155 049 | ↘154 630 |          |          |

### Национальный состав
По итогам переписи населения 2020 года проживали следующие национальности (национальности менее 0,1 % и другое, см. в сноске к строке «Другие»):
| Национальность | Численность, чел. | Доля     |
| -------------- | ----------------- | -------- |
| Русские        | 143 240           | 88,87 %  |
| Армяне         | 625               | 0,39 %   |
| Татары         | 576               | 0,36 %   |
| Узбеки         | 548               | 0,34 %   |
| Украинцы       | 486               | 0,30 %   |
| Таджики        | 314               | 0,19 %   |
| Другие         | 15 389            | 9,55 %   |
| Итого          | 161 178           | 100,00 % |

## Территориальное устройство
В Воскресенский район до 2006 года входил 1 город районного подчинения (Воскресенск), 3 посёлка городского типа (Белоозёрский, имени Цюрупы, Хорлово) и 11 сельских округов (до 1994 года — сельсоветов): Ашитковский, Барановский, Виноградовский, Гостиловский, Ёлкинский, Конобеевский, Марчуговский, Михалевский, Ратчинский, Степанщинский, Чемодуровский.
С 1954 до 2001 гг. город Воскресенск как город областного подчинения не входил в состав района. В 2019 году пгт Белоозёрский стал городом.
В Воскресенский муниципальный район с 2006 до 2019 гг. входило 6 муниципальных образований, в том числе 4 городских и 2 сельских поселений:
| №        | Муниципальное образование | Административный центр | Количество населённых пунктов | Население | Площадь, км2 |
| -------- | ------------------------- | ---------------------- | ----------------------------- | --------- | ------------ |
| 1e-06    | Городские поселения:      |                        |                               |           |              |
| 1        | Белоозёрский              | город Белоозёрский     | 7                             | ↘21 490   |              |
| 2        | Воскресенск               | город Воскресенск      | 5                             | ↘95 885   |              |
| 3        | имени Цюрупы              | пгт имени Цюрупы       | 4                             | ↘4602     |              |
| 4        | Хорлово                   | пгт Хорлово            | 7                             | ↘8273     |              |
| 4.000002 | Сельские поселения:       |                        |                               |           |              |
| 5        | Ашитковское               | село Ашитково          | 30                            | ↘16 303   |              |
| 6        | Фединское                 | село Федино            | 30                            | ↗8077     |              |

4 мая 2019 года все городские и сельские поселения были объединены в единый городской округ.

## Населённые пункты
В Воскресенском районе 84 населённых пункта.
| №  | Населённый пункт | Тип                     | Население | бывшее муниципальное образование муниципального района |
| -- | ---------------- | ----------------------- | --------- | ------------------------------------------------------ |
| 1  | Алёшино          | слобода                 | ↗258      | сельское поселение Ашитковское                         |
| 2  | Аргуново         | деревня                 | →45       | сельское поселение Фединское                           |
| 3  | Ачкасово         | село                    | ↘215      | сельское поселение Фединское                           |
| 4  | Ашитково         | село                    | ↘3237     | сельское поселение Ашитковское                         |
| 5  | Барановское      | село                    | ↘1454     | сельское поселение Ашитковское                         |
| 6  | Белое Озеро      | деревня                 | ↘285      | городское поселение Белоозёрский                       |
| 7  | Белоозёрский     | город                   | ↘13 455   | городское поселение Белоозёрский                       |
| 8  | Берендино        | деревня                 | ↗76       | сельское поселение Ашитковское                         |
| 9  | Берендино        | посёлок станции         | ↘174      | сельское поселение Ашитковское                         |
| 10 | Бессоново        | деревня                 | ↘160      | сельское поселение Ашитковское                         |
| 11 | Богатищево       | деревня                 | ↘65       | сельское поселение Ашитковское                         |
| 12 | Бочевино         | деревня                 | ↗92       | сельское поселение Ашитковское                         |
| 13 | Вертячево        | деревня                 | ↘12       | сельское поселение Фединское                           |
| 14 | Виноградово      | посёлок                 | ↗2302     | сельское поселение Ашитковское                         |
| 15 | Ворщиково        | деревня                 | ↗165      | городское поселение Белоозёрский                       |
| 16 | Ворыпаево        | деревня                 | ↘36       | сельское поселение Ашитковское                         |
| 17 | Воскресенск      | город                   | ↗95 071   | городское поселение Воскресенск                        |
| 18 | Вострянское      | деревня                 | ↗126      | городское поселение Хорлово                            |
| 19 | Глиньково        | деревня                 | ↗97       | сельское поселение Фединское                           |
| 20 | Городище         | деревня                 | ↗358      | сельское поселение Фединское                           |
| 21 | Гостилово        | деревня                 | ↗244      | сельское поселение Фединское                           |
| 22 | Грецкая          | деревня                 | ↘1        | сельское поселение Фединское                           |
| 23 | Губино           | деревня                 | ↗1035     | сельское поселение Ашитковское                         |
| 24 | Дворниково       | деревня                 | ↘171      | городское поселение имени Цюрупы                       |
| 25 | Ёлкино           | деревня                 | ↘380      | городское поселение Хорлово                            |
| 26 | Знаменка         | деревня                 | ↘56       | городское поселение имени Цюрупы                       |
| 27 | Золотово         | деревня                 | ↘1281     | сельское поселение Ашитковское                         |
| 28 | Ивановка         | деревня                 | ↘188      | городское поселение Белоозёрский                       |
| 29 | Ильино           | деревня                 | ↘49       | городское поселение Хорлово                            |
| 30 | имени Цюрупы     | посёлок городского типа | ↗5934     | городское поселение имени Цюрупы                       |
| 31 | Исаково          | деревня                 | ↗488      | сельское поселение Ашитковское                         |
| 32 | Карпово          | село                    | ↗97       | сельское поселение Фединское                           |
| 33 | Катунино         | деревня                 | ↘11       | сельское поселение Фединское                           |
| 34 | Конобеево        | село                    | ↗3854     | сельское поселение Ашитковское                         |
| 35 | Константиново    | село                    | ↗229      | сельское поселение Фединское                           |
| 36 | Косяково         | село                    | ↗688      | сельское поселение Фединское                           |
| 37 | Леоново          | деревня                 | ↘156      | сельское поселение Ашитковское                         |
| 38 | Лидино           | деревня                 | ↘40       | сельское поселение Ашитковское                         |
| 39 | Лукьяново        | деревня                 | ↗7        | сельское поселение Фединское                           |
| 40 | Максимовка       | деревня                 | ↘15       | сельское поселение Фединское                           |
| 41 | Маришкино        | деревня                 | ↗651      | городское поселение Воскресенск                        |
| 42 | Марчуги          | село                    | ↗199      | сельское поселение Фединское                           |
| 43 | Марьинка         | деревня                 | ↘50       | городское поселение имени Цюрупы                       |
| 44 | Медведево        | деревня                 | ↗149      | сельское поселение Ашитковское                         |
| 45 | Михалево         | село                    | ↗464      | городское поселение Белоозёрский                       |
| 46 | Муромцево        | деревня                 | ↗31       | сельское поселение Фединское                           |
| 47 | Невское          | село                    | 359       | сельское поселение Фединское                           |
| 48 | Никольское       | деревня                 | ↘69       | сельское поселение Ашитковское                         |
| 49 | Новлянское       | село                    | ↘199      | сельское поселение Фединское                           |
| 50 | Новосёлово       | деревня                 | ↘17       | сельское поселение Ашитковское                         |
| 51 | Новотроицкое     | деревня                 | ↗24       | сельское поселение Фединское                           |
| 52 | Новочеркасское   | деревня                 | ↗34       | городское поселение Хорлово                            |
| 53 | Осташово         | село                    | ↘32       | сельское поселение Ашитковское                         |
| 54 | Перебатино       | деревня                 | ↘0        | сельское поселение Фединское                           |
| 55 | Перхурово        | деревня                 | ↘94       | городское поселение Хорлово                            |
| 56 | Петровское       | село                    | ↗146      | сельское поселение Фединское                           |
| 57 | Потаповское      | деревня                 | ↗37       | сельское поселение Ашитковское                         |
| 58 | Пушкино          | деревня                 | ↗50       | сельское поселение Ашитковское                         |
| 59 | Расловлево       | деревня                 | ↗341      | сельское поселение Ашитковское                         |
| 60 | Ратмирово        | деревня                 | ↗227      | сельское поселение Фединское                           |
| 61 | Ратчино          | деревня                 | ↗1195     | сельское поселение Фединское                           |
| 62 | Сабурово         | село                    | ↗123      | сельское поселение Фединское                           |
| 63 | Свистягино       | деревня                 | ↗18       | сельское поселение Фединское                           |
| 64 | Сетовка          | посёлок                 | ↘125      | сельское поселение Фединское                           |
| 65 | Силино           | деревня                 | ↘66       | сельское поселение Ашитковское                         |
| 66 | Скрипино         | деревня                 | ↘0        | сельское поселение Фединское                           |
| 67 | Старая           | деревня                 | ↘295      | сельское поселение Ашитковское                         |
| 68 | Степанщино       | деревня                 | ↗587      | сельское поселение Фединское                           |
| 69 | Субботино        | деревня                 | ↗41       | сельское поселение Фединское                           |
| 70 | Трофимово        | деревня                 | ↗71       | городское поселение Воскресенск                        |
| 71 | Усадище          | село                    | ↗837      | сельское поселение Ашитковское                         |
| 72 | Фаустово         | село                    | ↗1004     | сельское поселение Ашитковское                         |
| 73 | Федино           | село                    | ↘2658     | сельское поселение Фединское                           |
| 74 | Фосфоритный      | посёлок городского типа | ↗3885     | городское поселение Хорлово                            |
| 75 | Хлопки           | деревня                 | ↗90       | городское поселение Воскресенск                        |
| 76 | Хорлово          | посёлок городского типа | ↘3605     | городское поселение Хорлово                            |
| 77 | Цибино           | деревня                 | ↗1306     | городское поселение Белоозёрский                       |
| 78 | Чаплыгино        | деревня                 | ↗10       | сельское поселение Фединское                           |
| 79 | Чемодурово       | деревня                 | ↗1809     | городское поселение Воскресенск                        |
| 80 | Чечевилово       | деревня                 | ↘117      | сельское поселение Ашитковское                         |
| 81 | Шильково         | деревня                 | →33       | городское поселение Хорлово                            |
| 82 | Щельпино         | деревня                 | ↘528      | сельское поселение Ашитковское                         |
| 83 | Щербово          | деревня                 | ↘200      | сельское поселение Ашитковское                         |
| 84 | Юрасово          | село                    | ↘287      | городское поселение Белоозёрский                       |

## Достопримечательности

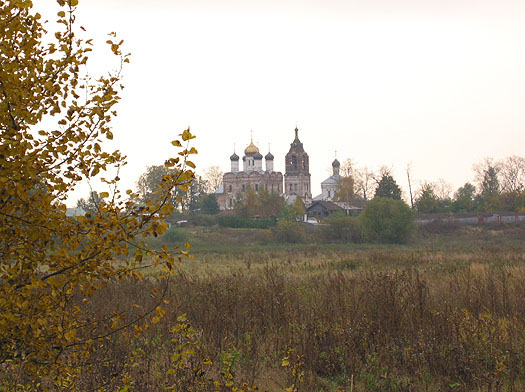
Краснохолмская Ново-Соловецкая Марчуговская пустынь (XVII век)

## Общая карта
Легенда карты:
|  | Более 90 000 жителей    |
|  | 10 000 — 20 000 жителей |
|  | 2 000 — 10 000 жителей  |
|  | 1 000 — 2 000 жителей   |
|  | Менее 1 000 жителей     |

## Достопримечательности[35]

### Церкви
- Краснохолмская Ново-Соловецкая Марчуговская пустынь (c. Фаустово)
- Церковь Троицкая (c. Конобеево)
- Церковь Иоанна Златоуста (с. Новлянское / Воскресенск, микрорайон Новлянский)
- Крестовоздвиженская церковь (с. Марчуги)
- Церковь во имя Владимирской иконы Божьей Матери (с. Осташево)
- Церковь Покрова Пресвятой Богородицы (д. Губино)
- Троицкая церковь (с. Константиново)
- Церковь Воскресения Христова
- Церковь Всех Святых, в Земле Российской просиявших (г. Белоозёрский)
- Церковь Введения во храм Пресвятой Богородицы (п. Хорлово)
- Церковь святителя Николая Чудотворца (Воскресенск, микрорайон Москворецкий)
- Храм Иерусалимской иконы Божьей Матери (Воскресенск, микрорайон Центральный)
- Храм Казанской Иконы Божьей Матери (с. Ачкасово)
- Храм преп. Серафима Саровского (с. Федино)
- Храм Александра Невского (с. Невское)
- Храм Георгия Победоносца (с. Левычино)
- Храм Михаила Архангела (1884—1891, архитектор Н. П. Марков; с. Карпово)
- Храм Преображения Господня (п. Фосфоритный)
- Храм преп. Сергия Радонежского (Воскресенск, микрорайон Лопатинский)
- Храм во имя святых бессребреников и чудотворцев Космы и Дамиана (с. Виноградово)
- Храм Вознесения Господня (с. Барановское)
- Храм Воскресения Христова (с. Ашитково)
- Храм Рождества Христова (с. Михалево)
- Храм Успения Пресвятой Богородицы (с. Константиново)
- Храм Георгия Победоносца (п. им. Цюрупы)
- Часовня вмч. Пантелеимона (Воскресенск, микрорайон Цемгигант)

### Усадьбы
- Усадьба Кривякино (Красное сельцо)
- Усадьба Спасское

### Памятники и мемориальные доски
- Памятник воскресенцам, отдавшим жизнь за Родину, в годы Великой Отечественной войны
- Скульптурная композиция Воскресение Христово
- Памятник Николаю Ивановичу Докторову
- Памятник ликвидаторам аварии на Чернобыльской АЭС
- Памятный знак жертвам политических репрессий. Памятник воинам, умершим от ран в госпиталях в годы Великой Отечественной войны
- Памятник, погибшим в локальных войнах и конфликтах
- Скульптурная композиция основателям воскресенского хоккея
- Мемориальная доска на улице Инны Гофф
- Память о журналисте Ахмете Симаеве — соратнике Мусы Джалиля

### Музеи
- Музей боевой и трудовой славы АНО ДК «Химик»
- Музей села Ашитково
- Краеведческий музей (Культурный Центр усадьбы Кривякино)
- Музей Трудовой и Боевой Славы Фетровой фабрики

## Экономика

### Промышленность
Промышленно-производственный потенциал Воскресенского района составляют 33 крупных и средних промышленных предприятия таких отраслей промышленности, как химическая, производство строительных материалов, текстильная, лёгкая, перерабатывающая, машиностроительная, металлургическая, пищевая промышленность, стройиндустрия. Самым большим предприятием района, считается Воскресенский химический комбинат, производящий минеральные удобрения.

### Сельское хозяйство
Основу сельскохозяйственного производства и перерабатывающей промышленности составляют молочное животноводство, племенное свиноводство, мясное птицеводство, овощи, картофель, зерно.

## Образование и наука
На 2009 год в районе работает 19 средних общеобразовательных школ. Высшие учебные заведения района сконцентрированы в городе Воскресенске.

## Транспорт
Автотранспорт: по территории района проходят федеральные трассы М5, Р105, A108. Пассажирские перевозки осуществляют МАП № 2 филиал АО «Мострансавто» и частные предприниматели, предоставляющие услуги такси и маршрутного такси.
Железная дорога: всего на территории Воскресенска и Воскресенского района расположены 19 железнодорожных станций, из них 5 — в черте города.